# Jan Odle
Jan Odle (eigentlich Ian Kupferberg-Odle; * 1964) ist ein US-amerikanischer deutschsprachiger Synchronsprecher, Hörspielsprecher, Hörbuchsprecher, Dialogbuchautor und Synchronregisseur.

## Leben und Werk
Jan Odle wurde bereits als Fünfjähriger von Donald Arthur zum Synchronsprechen eingeladen und konnte seit seiner Kindheit Studioerfahrung sammeln.
Nach seiner Schulausbildung entschied er sich, hauptberuflich als Synchronsprecher tätig zu werden. An dieser Beschäftigung schätzt er seither vor allem die große Vielseitigkeit, da man bis zu sechs Mal am Tag in unterschiedliche Rollen schlüpfen kann. Mittlerweile hat er sich auch als Dialogbuchautor und Synchronregisseur etabliert und arbeitet als solcher vorrangig für Münchner Synchronateliers, vereinzelt hat er auch Einsätze in Berliner Studios.

### Synchronisation
Seine erste große Serienhauptrolle bekam Odle als 14-Jähriger für die Zeichentrickserie Sindbad angeboten und war somit als Sindbad von 1978 bis 1979 im ZDF-Nachmittagsprogramm wöchentlich zu hören. Ein Jahr später sprach er Tom Sawyer in der kanadischen Fernsehserie Die Abenteuer von Tom Sawyer und Huckleberry Finn, welche im Ersten von 1980 bis 1981 ausgestrahlt wurde. Mitte der 1980er Jahre wurde er des Öfteren auf junge afro-amerikanische Schauspieler besetzt, da die Synchronregisseure dieser Zeit zur Typisierung dieser Charaktere eine schrille ‚kieksige‘ Stimmlage forderten (sog. Chargieren) und Jan Odle diesen Anforderungen gerecht wurde. So lieh er beispielsweise dem Rapper Darren Robinson von den Fat Boys in der Komödie Das Chaoten-Team (1988) seine Stimme, so wie Reginald VelJohnson in Scott & Huutsch (1990), Gilbert Gottfried in Kuck mal, wer da spricht 2 (1990) oder Ice-T in Ricochet – Der Aufprall (1992).
Als deutsche Stimme von Will Smith ist er seit der deutschen Ausstrahlung der US-Comedyserie Der Prinz von Bel-Air bekannt, die ab November 1992 auf RTL plus gesendet wurde. Der verantwortliche Dialogregisseur Arne Elsholtz entschied sich damals für Jan Odle als Hauptrolle, mit dem er bereits 1988 bei den deutschen Sprachaufnahmen zu der US-Sitcom Throb zusammenarbeitete, wo er Richard Cummings Jr. synchronisierte. Zuerst achtete man in Will Smiths Kinofilmen auf eine Umbesetzung der deutschen Stimme, um sich vom Comedy-Genre zu distanzieren, doch seit dem Blockbuster Men in Black (1997) gilt er als Smith’ Feststimme. Auch für den Komiker und Schauspieler Anthony Anderson wurde Odle seit dem Jahr 2000 wiederkehrend besetzt, den er erstmals im Actionfilm Romeo Must Die sprach, unter anderem auch in den letzten drei Staffeln der Krimiserie Law & Order (2009–2011) als Detective Bernard. Seit der erfolgreichen Heist-Movie-Komödie Ocean’s Eleven (2001) synchronisierte er Bernie Mac, so auch in 3 Engel für Charlie – Volle Power (2003) und Transformers (2007).
Jedoch wurde Jan Odle schon seit Mitte der 1980er Jahre mit der Synchronisation von Filmhauptdarstellern betraut. So war er in den Komödien Police Academy 2 (1985); Teil 3 (1986), Teil 4 (1987) für Bobcat Goldthwait und in Bill & Ted’s verrückte Reise in die Zukunft (1992) für Alex Winter zu hören. Seine Stimme lieh er bekannten Schauspielern wie Keanu Reeves in Der Prinz von Pennsylvania (1989), Kiefer Sutherland im Mantel-und-Degen-Film Die Drei Musketiere (1994), Christian Slater in Interview mit einem Vampir (1994), Robert Downey Jr. in der John-Grisham-Verfilmung Gingerbread Man (1998), Matt Dillon im Thriller Albino Alligator (1998) und Rufus Sewell in Arabian Nights (2000). Des Weiteren synchronisierte er Djimon Hounsou in Die Insel (2005), Brad William Henke in Der Zodiac-Killer (2006) und Luis Guzmán in Die Entführung der U-Bahn Pelham 123 (2009).
Auch in Fernsehserien war seine Stimme bereits vor seiner populären Rolle als Prinz von Bel-Air (1992–1997) präsent. Von 1989 bis 1992 sprach er den Motorrad-Polizisten „Ponch“ Poncherello in CHiPs. Von 1995 bis 1996 hörte man ihn Highlanders sterblichen Freund Charlie DeSalvo und von 1998 bis 1999 als Donatello in der Teenie-Actionserie Die Ninja-Turtles sowie als schüchterner Elefant Hathi in der US-Disney-Zeichentrickserie Die Dschungelbuch-Kids. Es folgten weitere Comicfiguren, denen er seine Stimme lieh, unter anderem Cliff in CatDog (1999–2004), Oscar Proud in Die Prouds (2002–2003) und Peter Griffin in Family Guy (seit 2002). Des Weiteren synchronisierte er Ted im gleichnamigen Film und dessen Fortsetzung. Von 2011 bis 2019 lieh er in der Fantasyserie Game of Thrones Lord Varys seine Stimme.
Bei der Neugestaltung der Attraktion Piraten in Batavia im Europa-Park (Eröffnung im Jahr 2020) übernahm er die Synchronisierung des Haupt-Charakters Bartholomeus van Robbemond.

### Dialogbuch und -regie
Erste Erfahrungen als Dialogbuchautor und Synchronregisseur sammelte Odle in den 1990er Jahren, seit dem Jahr 2000 arbeitet er als solcher regelmäßig für das Münchner Film- & Fernseh-Synchron-Studio. So war er beispielsweise verantwortlich für die deutschen Synchronfassungen von dem Animationsfilm South Park: Der Film – größer, länger, ungeschnitten (2000), der Comicverfilmung Scooby-Doo (2002), dem Mysterythriller FearDotCom (2003), dem britischen Horrorfilm The Descent – Abgrund des Grauens (2005), dem Thriller Disturbia (2007), dem Horror-Remake The Last House on the Left (2009), der US-Komödie Gentlemen Broncos (2010), dem britisch-amerikanischen Historienfilm Der Adler der neunten Legion (2011), dem Science-Fiction-Western Cowboys & Aliens (2011), dem Abenteuerfilm Die Reise zur geheimnisvollen Insel (2012), der US-Filmkomödie Wir sind die Millers (2013) und Marc Forsters Blockbuster World War Z (2013).
Aber auch für andere Synchronateliers in München und Berlin schrieb er die deutschen Dialoge und leitete die Sprachaufnahmen, unter anderem für den Actionthriller Training Day (2001), in der Denzel Washingtons Darstellung mit einem Oscar ausgezeichnet wurde, die tiersprechende Live-Action-Komödie Cats & Dogs – Wie Hund und Katz (2001), den Actionfilm Crank (2006), dem Politthriller Machtlos (2007), Tim Burtons Filmmusical Sweeney Todd – Der teuflische Barbier aus der Fleet Street, George Clooneys Sportkomödie Ein verlockendes Spiel (2008), Guy Ritchies Gangsterkomödie RocknRolla (2009), Garry Marshalls romantischen Episodenfilm Valentinstag (2010) und die Komödien Willkommen in Cedar Rapids (2011) und Noch tausend Worte (2012) mit Eddie Murphy in der Hauptrolle.
Die erste Serie, die Jan Odle als Dialogregisseur betreute, war bereits 1998 die Zeichentrickserie Die Dschungelbuch-Kids. Ab dem Jahr 2006 war er für Synchronbuch und -regie der Primetime-Krimiserie The Closer sieben Jahre lang verantwortlich, zudem für die vierteilige deutsch-kanadische Romanverfilmung  Die Säulen der Erde (2010) wie dessen Fortsetzung Die Tore der Welt (2012). Von 2011 bis 2019 leitete er die deutschen Sprachaufnahmen der Serie Game of Thrones und seit 2022 ebenso von dessen Prequel House of the Dragon; parallel übernahm er auch das Prequel Der Herr der Ringe: Die Ringe der Macht. 2013 leitete er die Aufnahmen der Thrillerserie The Blacklist, gab diese Tätigkeit jedoch nach der ersten Staffel an Kathrin Simon ab.

### Hörspiele
Im Jahr 1980 erschien die Serie Die Abenteuer von Tom Sawyer und Huckleberry Finn auf Schallplatte bzw. auf Kassette mit den Originalsprechern, so ist Odle auch darin als Tom Sawyer zu hören. Ein Jahr später beteiligte er sich an zwei weiteren Hörspielen des Labels Europa unter der Regie von Heikedine Körting, so sprach er in der 23. Folge von Die drei ??? die Rolle des Diego Alvaro und in Folge 13 von Fünf Freunde den Jungen Mecky. Außerdem hatte er Nebenrollen in den Kinderhörspielen Trixie Belden (Folge 4, 1988) und Knorx, der kleine Alien (Folge 1, 2006). Im Jahr 2009 hörte man ihn in einer Nebenrolle des dritten Teils der Lauscherlounge-Hörspielserie Dodo, geschrieben von Ivar Leon Menger. Seit 2014 spricht er Faldarun in der zweiten Staffel von Dragonbound.

## Hörbücher & Hörspiele (Auswahl)
- 2019: Elizabeth Rudnick: Aladdin (Romanadaption, gemeinsam mit Stefan Wilkening), der Hörverlag & Audible, ISBN 978-3-8445-3319-4
- 2023: Aladdin (Das Original-Hörspiel zum Disney Real-Kinofilm), Walt Disney Records  & BookBeat